# Hermacha crudeni
Hermacha crudeni is een spinnensoort in de taxonomische indeling van de bruine klapdeurspinnen (Nemesiidae).
Hermacha crudeni werd in 1913 beschreven door Hewitt.